# Ranum (parochie)
Ranum is een parochie van de Deense Volkskerk in de Deense gemeente Vesthimmerlands. De parochie maakt deel uit van het bisdom Viborg en telt 1383 kerkleden op een bevolking van 1518 (2004). 
Tot 1970 maakte de parochie deel uit van Slet Herred. In dat jaar werd de parochie opgenomen in de nieuwe gemeente Løgstør. In 2007 ging Løgstør op in de fusiegemeente Vesthimmerland.